# Iklehra
Iklehra é uma vila no distrito de Chhindwara, no estado indiano de Madhya Pradesh.

## Geografia
Iklehra está localizada a 23° 09′ N, 76° 23′ L. Tem uma altitude média de 457 metros (1 499 pés).

## Demografia
Segundo o censo de 2001, Iklehra tinha uma população de 9 206 habitantes. Os indivíduos do sexo masculino constituem 52% da população e os do sexo feminino 48%. Iklehra tem uma taxa de literacia de 67%, superior à média nacional de 59,5%: a literacia no sexo masculino é de 76% e no sexo feminino é de 58%. Em Iklehra, 12% da população está abaixo dos 6 anos de idade.